# In de Leiebrug
In de Leiebrug (frans:Au Pont de la Lys) was een historisch gebouw in de Belgische stad Kortrijk. Het pand omvatte een unieke gevel die net als het interieur ontworpen was in Lodewijk XVI-stijl. Het pand wordt beschouwd als een Cultuurhistorisch Waardevol Gebouw.

## Geschiedenis
Het pand In de Leiebrug dateert uit de 18e eeuw en bevond zich op de hoek van de Leiestraat en de Handboogstraat, net tegen de Leiebrug, in de Leiestraat 48. Langs een zijde grensde de herberg, ook wel Au Pont de la Lys genoemd, op die manier rechtstreeks aan de rivier de Leie. 
In de 18e eeuw was deze herberg gekend onder de naam De Werelt. Allerlei verenigingen en belangengroepen hielden er bijeenkomsten.
Achter dit gebouw liep de bebouwing die rechtstreeks aan de Leie paalde nog verder door. Direct achter dit pand bevond zich in de 19e en 20e eeuw de brouwerij Tack. 
Tijdens de Eerste Wereldoorlog deed het gebouw dienst als Wannenbäder für Offiziere und Mannschaften (militaire baden) voor de officieren en troepen van het Duitse leger. In het café vergaderde tijdens het Interbellum onder meer de Kortrijkse middenstand en er vonden tevens diverse politieke vergaderingen plaats in de aanloop van de Tweede Wereldoorlog.
In de Leiebrug werd tijdens de beide Wereldoorlogen zwaar beschadigd bij het opblazen van de nabijgelegen brug. Vooral bij het opblazen van de Leiebrug door de Engelse terugtrekkende troepen in 1940 werd het historische pand zwaar beschadigd.

## De opmerkelijke gevel

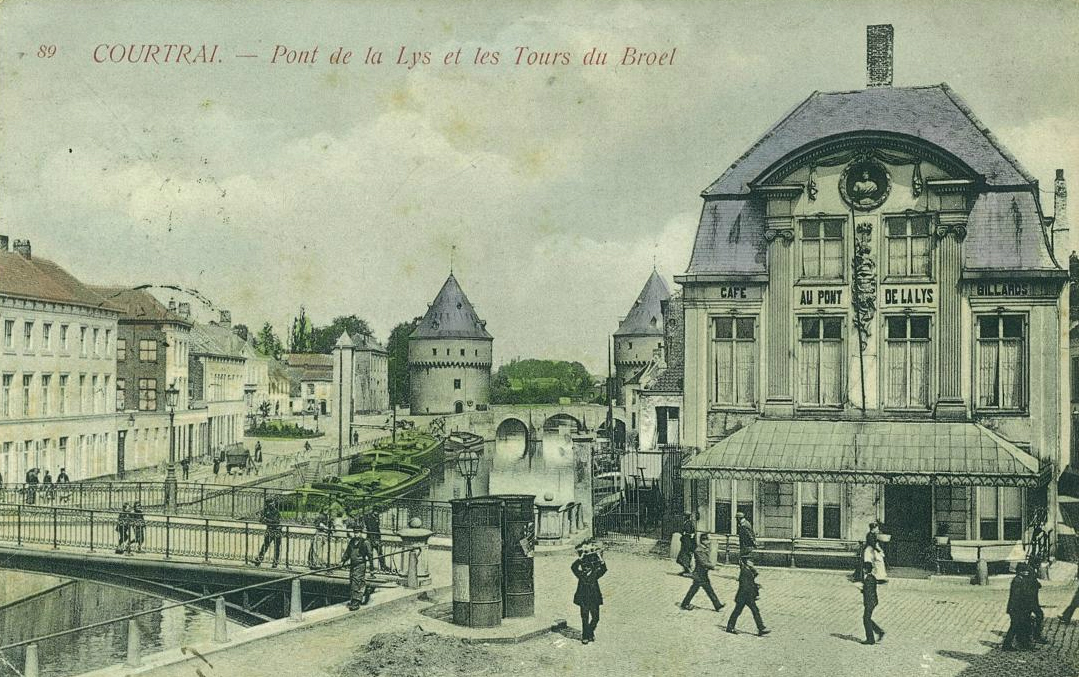
Het pand In de Leiebrug (rechts) met links de Leiebrug en op de achtergrond de Broeltorens (1907).

De gevel van het historische gebouw is uitgewerkt als een grootse halsgevel die aansluit tegen het mansardedak. De gevel beslaat vier traveeën, waarbij de twee middenste traveeën van de bovenverdieping in de zolderverdieping opgaan en met een segmentbogig gevelveld bekroond zijn. De bekroning wordt hierbij gedragen door twee Ionische pilasters, waarvan de sokkels op een klassieke lijst boven de benedenverdieping rusten. Op de middenste muurdam prijkt een karakteristieke wapentrofee en helemaal bovenaan staat in de oculus een borstbeeld.

## Heden
Na de vernieling tijdens de Tweede Wereldoorlog werd besloten het pand niet opnieuw in zijn oorspronkelijke staat te herstellen, maar werd het volledig afgebroken. Op vandaag bevindt zich op die locatie geen gebouw meer maar een klein pleintje met bomen en zitbanken. Hierdoor blijft een heropbouw op dezelfde historische plaats steeds mogelijk.